# Jacqueline Nova
Jacqueline Nova Sondag, née le 6 janvier 1935 à Gand, morte le 13 juin 1975 à Bogota, est une musicienne et compositrice colombienne. Elle est l'une des pionnières de la musique classique contemporaine électroacoustique en Colombie.

## Biographie
Jacqueline Nova Sondag est née le 6 janvier 1935, à Gand, en Belgique. Son père, originaire de Bucaramanga, en Colombie, effectue des études d‘ingénieur dans ce pays, et y rencontre la mère de Jacqueline. À la fin de ses études, toute la famille retourne à Bucaramanga où elle passe son enfance. En 1955, elle s'installe à Bogota. La classe sociale moyenne, en Colombie, dans les années 1930, exigeait traditionnellement que les femmes apprennent à jouer du piano, de la guitare ou à chanter pour être considérées comme des dames respectables. Jacqueline Nova commence à apprendre le piano à sept ans.
En 1958, elle est admise au Conservatoire national de musique de l'Université nationale de Colombie, pour le piano. Elle participe à des spectacles au Conservatoire en tant que soliste et accompagnatrice. Elle étudie la musique contemporaine avec Fabio González Zuleta et avec Blas Emilio Atehortua. Elle obtient un diplôme de compositrice,.
Ses premières compositions sont remarquées. Elle crée un morceau pour piano en 1963, Secuencias, puis un morceau de musique de chambre, Doce Moviles, en 1965, qui lui vaut un premier prix à un concours à Caracas l’année suivante. Puis elle crée en 1966 Metamorfosis III avec l’orchestre symphonique national.
Grâce à ces performances, elle obtient une bourse de l'Instituto Torcuato Di Tella pour se rendre à Buenos Aires et y poursuivre ses études en composition au Centro Latinoamericano de Altos Estudios Musicales (es) (CLAEM). Elle y étudie notamment avec Luigi Nono, Alberto Ginastera, et Gerardo Gandini. À la suite de ces études, elle s’investit dans la musique électroacoustique. Ses recherches se concrétisent par exemple dans l’œuvre intitulée Cantos de la creacion del mundo, sur un texte en langue tunebo (langue d'un peuple autochtone de Colombie), joué notamment à Buenos Aires en 1972 puis en France en 1973,. Ses créations prennent des formes diverses. Elle crée ainsi des séries radiophoniques. Elle écrit des articles comme  Le monde merveilleux des machines pour la revue  Bogota Nova  n° 4 en 1966, Ordres raisonnables conscients et inconscients  en 1967 et  Un phénomène aberrant  pour le journal  El Espectador  en 1969. Elle compose des œuvres pour le théâtre populaire et des bandes sonores de films, comme pour le film de Francisco Norden (es), Camilo, el cura guerrillero (es) en 1974, consacré au prêtre et révolutionnaire colombien Camilo Torres Restrepo.
Elle meurt à l'âge de 40 ans le 13 juin 1975 à Bogota.